# Congreso para el Cambio Democrático
El Congreso para el Cambio Democrático (en inglés: Congress for Democratic Change) es un partido político de Liberia, liderado por George Weah. Entre 2006 y 2018 consistió en la principal oposición al gobierno de Ellen Johnson-Sirleaf y el Partido de la Unidad.
En las elecciones generales de 2005, Weah fue el candidato presidencial del partido, obteniendo un estrecho triunfo en primera vuelta y pasando a un balotaje contra Sirleaf, siendo Weah derrotado y recibiendo tan solo el 40% de los votos. Aunque hubo algunas denuncias de fraude, estas fueron desestimadas. En las elecciones de 2011 se repitió el mismo escenario, pero el candidato del CDC, Winston Tubman, boicoteó la segunda vuelta denunciando fraude electoral, por lo que la participación fue de tan solo el 38% y solo un 9% votó por Tubman.
En 2017, el CDC formó la Coalición por el Cambio Democrático, junto al Partido Nacional Patriótico y el Partido Democrático del Pueblo Liberiano. Nuevamente presentó a Weah como candidato a la presidencia, con la ex primera dama Jewel Taylor, del NPP, como candidata a la vicepresidencia. La fórmula Weah-Taylor obtuvo la victoria en segunda vuelta con el 61.54% de los votos, marcando el comienzo de la primera transición democrática de Liberia entre dos presidentes de distintos partidos políticos.

## Resultados electorales
|  | 28.27 % |

|  | 40.59 % |

|  | 32.68 % |

|  | 9.29 % |

|  | 38.37 % |

|  | 61.54 % |